# Norvegia ai II Giochi olimpici invernali
La Norvegia partecipò ai II Giochi olimpici invernali, svoltisi a Sankt Moritz, Svizzera, dall'11 al 19 febbraio 1928, con una delegazione di 25 atleti impegnati in cinque discipline.

## Medagliere

### Per discipline
| Sport                   | Oro | Argento | Bronzo | Totale |
| ----------------------- | --- | ------- | ------ | ------ |
| Pattinaggio di velocità | 2   | 1       | 3      | 6      |
| Sci di fondo            | 1   | 1       | 1      | 3      |
| Combinata nordica       | 1   | 1       | 1      | 3      |
| Salto con gli sci       | 1   | 1       | 0      | 2      |
| Pattinaggio di figura   | 1   | 0       | 0      | 1      |
| Totale                  | 6   | 4       | 5      | 15     |

### Medaglie
| Medaglia | Atleta               | Sport                   | Evento                          |
| -------- | -------------------- | ----------------------- | ------------------------------- |
| Oro      | Sonja Henie          | Pattinaggio di figura   | Pattinaggio di figura femminile |
| Oro      | Bernt Evensen        | Pattinaggio di velocità | 500 m maschile                  |
| Oro      | Ivar Ballangrud      | Pattinaggio di velocità | 5000 m maschile                 |
| Oro      | Johan Grøttumsbråten | Combinata nordica       | -                               |
| Oro      | Alf Andersen         | Salto con gli sci       | -                               |
| Oro      | Johan Grøttumsbråten | Sci di fondo            | 18 km maschile                  |
| Argento  | Bernt Evensen        | Pattinaggio di velocità | 1500 m maschile                 |
| Argento  | Hans Vinjarengen     | Combinata nordica       | -                               |
| Argento  | Sigmund Ruud         | Salto con gli sci       | -                               |
| Argento  | Ole Hegge            | Sci di fondo            | 18 km maschile                  |
| Bronzo   | Roald Larsen         | Pattinaggio di velocità | 500 m maschile                  |
| Bronzo   | Ivar Ballangrud      | Pattinaggio di velocità | 1500 m maschile                 |
| Bronzo   | Bernt Evensen        | Pattinaggio di velocità | 5000 m maschile                 |
| Bronzo   | Jon Snersrud         | Combinata nordica       | -                               |
| Bronzo   | Reidar Ødegaard      | Sci di fondo            | 18 km maschile                  |